# TruTV

TruTV(트루TV)는 워너 브라더스 디스커버리에서 운영하는 미국의 오락 텔레비전 채널이다.

## 같이 보기
- TBS (미국의 텔레비전 네트워크)
- 코미디 센트럴
- 프리폼